# Luis Cuellar
Pour les articles homonymes, voir Cuéllar (homonymie).
Luis Francisco Cuéllar, né le 22 décembre 1940 à Timaná et mort le 22 décembre 2009, est un homme politique colombien, qui fut gouverneur de la province de Caquetá (Colombie). 
Le 21 décembre 2009, à Florencia, la capitale de la province de Caquetá, un groupe de dix hommes ont lancé des explosifs contre la maison où il dormait avec sa famille et l'ont enlevé. Le 22 décembre 2009, Gabriel Silva Luján, ministre de la défense colombien, annonçait que le gouvernement offrait mille millions de pesos pour toute information menant à la libération de Luis Cuellar. Une opération militaire mobilisant 2 000 hommes a été organisée pour le retrouver. Mais acculés par les forces armées colombiennes, les guerilleros ont assassiné Luis Cuellar à l'arme blanche, lui tranchant la gorge, le 22 décembre, jour de ses 69 ans, ainsi que l'a expliqué le président Álvaro Uribe. 
L'enlèvement de Luis Cuellar a été attribué au commando d'élite "Teofilo Forero" des FARC. Luis Cuellar avait déjà été enlevé quatre fois depuis 1987 pour des demandes de rançons et gardé par ses ravisseurs pendant des périodes de deux à sept mois.
Il était marié à Himelda Galindo de Cuellar et père de trois enfants. Selon sa femme, Luis Cuellar avait une jambe malade et souffrait de la colonne vertébrale lors de son enlèvement.